# Chyšná
Chyšná település Csehországban, a Pelhřimovi járásban. Chyšná Čechtice, Chýstovice, Martinice u Onšova és Křivsoudov településekkel határos. Lakosainak száma 119 fő (2024. január 1.).

## Népesség
A település lakosságának változását az alábbi diagram mutatja:
| Lakosok száma | 209  | 246  | 199  | 144  | 136  | 93   | 112  | 101  | 87   | 119  |
|               | 1869 | 1900 | 1921 | 1961 | 1980 | 2011 | 2016 | 2019 | 2021 | 2024 |